# NGC 1513
NGC 1513 est un amas ouvert situé dans la constellation de Persée. Il a été découvert par l'astronome germano-britannique William Herschel en 1790.
NGC 1513 est situé approximativement à environ 1 320 pc (∼4 310 al) du système solaire et les dernières estimations donnent un âge de 129 millions d'années. Le diamètre apparent de l'amas est de 12,0 minutes d'arc, ce qui, compte tenu de la distance, donne un diamètre réel d'environ 15,0 années-lumière.
Selon la classification des amas ouverts de Robert Trumpler, cet amas renferme entre 50 et 100 étoiles (lettre m) dont la concentration est moyenne (II) et dont les magnitudes se répartissent sur un petit intervalle (le chiffre 1).